# Sjoerd van der Schaaf
Sjoerd Thomas van der Schaaf (Gorredijk, 1 april 1906 – Oenkerk, 8 juni 2006) was een Fries journalist en schrijver.

## Achtergrond
Van der Schaaf groeide op in een politiek bewuste sociaaldemocratische huishouding waar belangstelling was voor boeken en cultuur. Zijn vader was onderwijzer en actief als Friestalig schrijver en publicist in tijdschriften en kranten. Sjoerd was een neef ('tantezegger') van de schrijfster Nine van der Schaaf. Van 1918-1923 volgde hij de Rijks-HBS in Heerenveen waarna hij aanvankelijk een baan had als gemeenteambtenaar.

## Journalist
In 1931 kreeg Van der Schaaf een aanstelling als journalist bij het Nieuwsblad van Friesland. Kort daarna stapte hij over naar Het Volk, het sociaaldemocratisch dagblad met eigen edities voor verschillende regio's van het land. Eerst werkte hij buiten de provincie maar van 1934-1942 bij de editie voor Friesland. Daarna raakte hij betrokken bij het verzetsblad Je Maintiendrai.

Na de bevrijding werd Van der Schaaf hoofdredacteur van de Heerenveense Koerier, die met ingang van 24 mei 1952 werd voortgezet als Friese Koerier. Zijn adjunct-hoofdredacteur was Fedde Schurer. Van der Schaaf nam op 30 augustus 1952 afscheid als hoofdredacteur en vertrok uit Friesland om het Nieuw Utrechts Nieuwsblad, de Utrechtse editie van Het Parool, te gaan leiden. Kort daarna werd hij hoofdredacteur van het Haagsch Dagblad, de Haagse editie van Het Parool.

## Voorbode van jaren-zestig democratisering
Onder verantwoordelijkheid van Van der Schaaf publiceerde journalist J.H. de Ru op 1 februari 1956 in het Haagsch Dagblad een onderzoeksartikel over de betrokkenheid van de Haagse burgemeester Schokking bij de arrestatie in 1942 van drie Joodse onderduikers in zijn toenmalige gemeente Hazerswoude. Van der Schaaf en De Ru werden aanvankelijk heftig aangevallen, ook door collega-journalisten. Schokking diende een klacht in bij de Raad van Tucht van de Nederlandse Federatie van Journalisten. Die concludeerde dat de journalisten hun onderzoek behoorlijk en gewetensvol hadden gedaan. Van der Schaaf kreeg een berisping omdat hij de affaire zou hebben misbruikt voor bredere kritiek op het functioneren van de burgemeester. Zestien jaar later, in 1972, zag Henk Hofland in de hele kwestie de eerste botsing tussen de traditionele hiërarchisch denkende gezagsdragers en degenen die riepen om meer openheid.. In een beschouwing over de verschillende krantenfusies in de jaren tachtig herinnerde hij zich Van der Schaaf om diens eigenzinnigheid.

## Jaren bijHet Parool
Vanaf 1964 toen het Haagsch Dagblad werd opgeheven was Van der Schaaf politiek commentator van Het Parool, tot aan zijn pensionering in 1971. Hofland kenschetst hem als 'een van de beste hoofdartikelenschrijvers van Nederland'.

## Gelauwerd Fries historicus en romancier
Na zijn pensioen keerde Van der Schaaf terug naar Friesland en vestigde zich in Oenkerk. Daar vatte hij de draad weer op van zijn eerdere werkzaamheid als schrijver in het Fries.
In opdracht van de Fryske Akademy schreef hij een historisch overzicht van de Friese beweging, de verzamelnaam voor alle personen en organisaties die vanaf de 19de eeuw de erkenning van de Friese taal en cultuur nastreven. Voor deze Skiednis fan de Fryske biweging (1977) kreeg hij in 1978 de Piter Jellespriis. In 1983 werd hem voor de roman De bijekening (1981) de Gysbert Japicxpriis toegekend wegens "zijn brede schildering van politieke en maatschappelijke vraagstukken". Er kwam echter ook veel kritiek op het streekromanachtige karakter ervan. Zijn hoofdpersoon, een bijenhouder, ziet parallellen tussen het leven in de bijenkorf en dat in onze maatschappij.
Van der Schaaf overleed op honderdjarige leeftijd.
- Digitale Bibliotheek voor de Nederlandse Letteren: scha005
- Gemeinsame Normdatei: 141185899
- International Standard Name Identifier: 0000 0000 7927 5226
- Library of Congress Control Number: n99261249
- Nederlandse Thesaurus van Auteursnamen: 068336985
- Virtual International Authority File: 120802492
- WorldCat: E39PBJm99y6GDQr47qMpxtTWDq